# N-甲基氨二乙酸
N-甲基氨二乙酸是一种有机化合物，化学式为CH
3N(CH
2CO
2H)
2。它是白色固体，其共轭碱CH
3N(CH
2CO−
2)
2可用作铁的螯合剂。它也是有机硼试剂的组分之一。它可由氨二乙酸通过埃施魏勒-克拉克反应制得。